# Nesomys lambertoni
Nesomys lambertoni és una espècie de mamífer rosegador de la família dels nesòmids. És endèmic de l'oest de Madagascar. El seu hàbitat natural són els boscos càrstics intactes. Està amenaçat per la transformació del seu medi per a usos agrícoles, els incendis forestals i la tala d'arbres il·legal.
L'espècie fou anomenada en honor del paleontòleg francès Charles Lamberton.